# Кондратенко, Валерий Алексеевич
Валерий Алексеевич Кондратенко  (1 сентября 1940 года, Ленгер, СССР — 19 июня 2014 года, Уральск, Казахстан) — советский и казахстанский государственный деятель, заслуженный работник энергетической отрасли Республики Казахстан.

## Биография
Родился 1 сентября 1940 года в городе Ленгер Южно-Казахстанской области.
После окончания школы, с 1958 по 1962 годы, работал подземным рабочим, токарем Рудоуправления «Ленгеруголь» г. Ленгер Южно-Казахстанской области.
Получил высшее образование в Казахском химико-технологическом институте по специальности химическая технология вяжущих материалов.
По окончании института в 1967 году приглашён на работу на Семипалатинский цементный завод, где работал заместителем начальника цеха обжига.
С 1969 по 1970 годы работал главным инженером Семипалатинского силикатного завода. В том же году переведён в Западно-Казахстанскую область в Уральское производственное объединение стеновых материалов, где до 1981 года проработал генеральным директором.
В 1981 году приглашён на работу в Уральский обком партии, где до 1983 года проработал заведующим отделом строительства.
В 1983 году избран первым секретарем Промышленного райкома партии г. Уральска.
В 1988 году избран первым секретарем Уральского горкома партии.
В 1990 году назначен на должность заместителя управляющего делами Уральского обкома партии.
В 1991 году назначен руководителем аппарата Уральского областного Совета народных депутатов.
В период с 1991 по 2006 годы занимал должность директора Агентства Республики Казахстан по регулированию естественных монополий и защите конкуренции по Западно-Казахстанской области.
С 2006 по 2011 годы работал советником директора по тарифам ТОО «Ақжайықэнергосауда».
С 2012 года советник президента АО «Западно-Казахстанская распределительная электросетевая компания».
Возглавлял волейбольную федерацию области.